# The Time Monster
The Time Monster (Le Monstre Temporel)  est le soixante-quatrième épisode de la première série de la série télévisée britannique de science-fiction Doctor Who. Il fut originellement diffusé en six parties, du 20 mai au 24 juin 1972 et constitue le dernier épisode de la saison 9.

## Accroche
Le Maître, sous les traits d'un scientifique, a construit une machine nommée TOMTIT permettant de prendre le contrôle sur une créature chronophage, Kronos. Mais la créature deviendra vite incontrôlable.

## Distribution
- Jon Pertwee — Le Docteur
- Katy Manning — Jo Grant
- Nicholas Courtney — Brigadier Lethbridge-Stewart
- Richard Franklin — Capitaine Mike Yates
- John Levene — Sergent Benton
- Roger Delgado — Le Maître
- Marc Boyle — Kronos
- Ingrid Bower — Kronos
- Ian Collier — Stuart Hyde
- Wanda Moore — Dr Ruth Ingram
- John Wyse — Dr Percival
- Neville Barber — Dr Cook
- Barry Ashton — Proctor
- Terry Walsh — Le Laveur de fenêtre
- George Lee — Travailleur agricole
- Simon Legree — Sergent d'UNIT
- Gregory Powell — Chevalier
- Dave Carter — Officier
- George Cormack — Le roi Dalios
- Ingrid Pitt — La reine Galleia
- Donald Eccles — Krasis
- Aidan Murphy — Hippias
- Susan Penhaligon — Lakis
- Derek Murcott — Crito
- Michael Walker — Miseus
- Dave Prowse — Le Minotaure
- Melville Jones — Garde
- Keith Dalton — Neophyte
- Darren Plant — Benton (bébé)

## Résumé
Le Maître sous l'alias du Professeur Thascalos, tente de conduire une machine nommé TOMTIT et permettant de transférer un objet d'un lieu à un autre en utilisant les interstices entre le temps. Ayant hypnotisé le Directeur de l'institut afin de faire croire qu'il est diplômé, il est aidé par deux jeunes assistants, Ruth Ingram et Stuart Hyde. Sa machine fonctionne grâce un crystal en forme de trident qui est censé attirer une créature du nom de Kronos. Lors du lancement de la machine, en présence du Brigadier Lethbridge-Stewart et de Benton, le temps se met à évoluer lentement. 
Ayant repéré l'activité d'un TARDIS non loin, le Docteur et Jo sont près de l'institut et le Docteur met fin à l'activité à temps. Hyde a vieilli de plus de 65 ans et semble obsédé par le nom « Kronos ». Pendant que le Brigadier se met à chasser le Maître, le Docteur étudie le TOMTIT. Il conclut qu'il s'agit là d'une machine destiné à appeler Kronos, un Chronovore, une créature qui se nourrit du temps. Elle semble avoir été attirée par le vortex depuis l'Atlantide où le crystal fut utilisé autrefois. Pour le Docteur, le Chronovore est une créature qui pourrait détruire l'univers entier. 
À la suite de l'expérience, un ancien prêtre atlante, Krasis, a été transporté dans le bureau du Directeur de l'institut et le Maître se saisit du sceau de Kronos porté par le prêtre afin de pouvoir invoquer Kronos. Celui-ci se matérialise dans la pièce sous la forme d'une figure mi-homme mi-oiseau et dévore le Directeur en absorbant le temps déroulé depuis sa naissance. Brièvement contenu par le Maître, Kronos réussit à s'enfuir grâce à un fragment du crystal détenu par le Maître. Mis au courant des actions du Maître, le Docteur décide de construire grâce à l'aide de Ruth et Stuart (qui a retrouvé sa jeunesse), un équipement temporel équivalant à celui de son rival afin de lui faire arrêter son expérience. Les différentes expériences auront des conséquences particulières : des personnages historiques se retrouvent dans le présent, Benton est réduit à l'état de bébé et les soldats d'UNIT ainsi que le Brigadier, se retrouvent gelés dans le temps. 
S'engage une sorte de course poursuite dans lequel le TARDIS du Maître et celui du Docteur se posent l'un dans l'autre, et à la suite d'une manœuvre du Maître, le Docteur est éjecté dans un vortex mais réussira à survivre grâce à Jo et à son TARDIS. Pendant ce temps là à Atlantis, le vieux roi Dalios s'inquiète de la disparition de Krasis et de la véritable nature du cristal de Kronos, gardé par un Minotaure au cœur du labyrinthe. De retour à la cour d'Atlantis avec Krasis, le Maître est acclamé comme un sauveur et il commence à séduire la reine Galleia en promettant sa gloire prochaine. 
Se souvenant du danger constitué par Kronos, Dalios tente d'alerter le peuple, en vain, car il vit depuis très longtemps. Lorsque le Docteur arrive, il lui fait confiance et lui explique que leur civilisation ne tient que par Kronos et qu'une fois le Chronovore blessé, celle-ci s'effondrera. Jo étant faite prisonnière par des gardes de la Reine, le Docteur devra faire face au Minotaure pour la sauver, puis ils sont enfermés dans un geôle dans laquelle Dalios sera jeté avant de mourir. Le Maître devient le véritable roi d'Atlantis à la suite de son complot avec la reine mais la découverte de la mort de Dalios va rompre la confiance du peuple. Krasis utilise alors le cristal ce qui invoque une nouvelle fois l'apparition de Kronos et provoque la chute d'Atlantis.
Le Maître s'enfuit dans son TARDIS en prenant Jo en otage et le Docteur le poursuit avec le sien alors qu'Atlantis disparaît. Le Docteur réussit à menacer le Maître d'une destruction mutuelle en tentant de faire en sorte que les deux TARDIS occupent les mêmes coordonnées spatio-temporelles. Avant l'explosion sont arrêtés par Kronos, qui remercie le Docteur et permet qu'ils puissent partir. Sur insistance du Docteur, le Maître est relâché alors qu'il était promis à une éternité de tortures. Le Docteur et Jo reviennent à l'institut où Ingram et Hyde réussissent à remettre en route TOMTIT ce qui a pour effet de faire tout revenir à la normale. 

### Continuité
- Au début de l’épisode, la solution du Docteur pour réparer le TOMTIT est de renverser la polarité.
- Jo fait remarquer au Docteur que l'intérieur du TARDIS a changé et celui-ci fait remarquer qu’il l’a « un peu décoré ». C’est un nouveau décor pour le TARDIS qui ne sera jamais réutilisé.
- Le Docteur affirme avoir des réflexes dix fois plus rapides que ceux des humains et semble avoir mis un accélérateur sur Bessie.
- Une nouvelle fois, le Maître choisit un alias qui signifie son nom dans une autre langue, ici, thascalos, en grec.
- Les facultés du Maître dans l’imitation lui permettent d’imiter la voix d’une personne à la perfection.
- Le Docteur mentionne une « fissure dans le temps », tel qu'on pourra le revoir dans Le Prisonnier zéro.
- Le procédé des TARDIS s’emboitant l’un dans l'autre réapparaitra dans l’épisode Logopolis et dans les mini-épisodes Space et Time.
- C'est la troisième explication de la chute de l’Atlantide dans la série après The Underwater Menace et The Dæmons. Aucune n'est cohérente avec les autres.
- C'est la seconde fois que le Docteur se fait attaquer par un minotaure, après The Mind Robber (1968). Il croisera des créatures ressemblant au minotaure dans The Horns of Nimon (1979/80) et dans Le Complexe divin (2011).
- Le Docteur révèle qu’étant enfant, il habitait près de chez un ermite qui l’avait influencé. Bien que venant d'une autre planète, la philosophie qu’il exprime semble être très bouddhiste. Toutefois, lorsque Jo entend la voix du Docteur et ses voix subconscientes, il dit lui-même qu’il n’est « pas très fier de certaines d’entre elles ».

## Production

### Scénarisation
À l'origine, Robert Sloman devait écrire un épisode mettant en scène le retour des Daleks et nommé "The Daleks in London" mais celui-ci fut abandonné car le producteur Barry Letts avait envie de mettre les Daleks en début de saison et le script ressemblait trop à celui de « The Dalek Invasion of Earth. » Souhaitant que Sloman continue à écrire pour la série, Letts lui demande d'écrire un scénario comme celui de « The Dæmons » qu'il avait écrit sous le pseudonyme de Guy Leopold et qui mélangeait science fiction et aspect mythiques. L'épisode devait en outre mettre en place un lieu historique, UNIT et le Maître. 
L'idée initiale du script arriva lorsque Sloman en se baladant entendit un avion et cru qu'il s'agissait d'un bombardier de la première guerre mondiale. Il eut alors l'idée du glissement temporel. Les six scripts pour cet épisode furent commandés officiellement le 28 décembre 1971. Si The Dæmons jouait avec l'imagerie de la sorcellerie et du Moyen Âge, cet épisode joue avec la mythologie grecque : la créature est un mélange entre Chronos le Dieu du temps et le titan Cronos qui dévorait les dieux. De plus, le Maître choisit un nom grec comme alias. Sloman en profitera pour approfondir le personnage du Docteur et par le passage sur l'hermite, lui donne un côté mystique, celui de quelqu'un d'à "moitié éveillé." 

### Casting
- George Cormack jouera le rôle de K'anpo dans « Planet of the Spiders. »
- Ingrid Pitt jouera Solow dans « Warriors of the Deep »
- Ian Collier retournera jouer le rôle d'Omega dans « Arc of Infinity »
- Neville Barber (Dr Humphrey Cook) jouera plus tard le rôle de Howard Baker dans le pilote de la série dérivée de Doctor Who : A Girl's Best Friend.
- David Prowse qui joue le rôle du Minotaure sera plus connu pour avoir joué le corps de Dark Vador dans la trilogie de Star Wars.

### Tournage
Le réalisateur engagé pour cet épisode fut Paul Bernard, qui avait déjà tourné « Day of the Daleks » en début de saison. Le tournage débuta le 29 et 30 mars 1972 au studios de la BBC d'Eeling par les scènes de combat entre le Docteur et le Minotaure et les effets spéciaux mettant en scène Kronos. Puis les scènes en extérieur furent tournées à partir du 4 avril à Swallowfield dans le Berkshire puis les scènes de combat contre UNIT sur les routes furent filmées sur les routes près de Stratfield Saye dans le Hampshire le 6 et 7 avril. Au cours du tournage, un cascadeur sera blessé, du matériel sera endommagé et Jon Pertwee et Katy Manning se perdront alors qu'ils devaient tourner une scène dans Bessie. 
Le tournage en studio débuta le 25 et 26 avril 1972 au studio 3 du Centre télévisuel de la BBC par le tournage des deux premières parties. La deuxième session d'enregistrement eut lieu du 9 au 10 mai au studio 4. Durant ce tournage, une nouvelle décoration intérieure du TARDIS par Tim Gleeson est utilisée. Ce changement fut grandement désapprouvé par Barry Letts qui trouva que les décorations ressemblaient à des bols collés aux murs. Cette décoration sera changée dès la saison suivante. La troisième session d'enregistrement eut lieu du 23 au 24 mai au studio 3, par l'enregistrement de scènes pour les épisodes 5 et 6 ainsi qu'une ou deux scènes destinées à rallonger la quatrième partie.

### Post-production
Des scènes de laves déjà utilisées dans « Inferno » sont montrées dans l'introduction de l'épisode.

## Diffusion et Réception
| Épisode | Date de diffusion | Durée | Téléspectateurs en millions | Archives                    |
| --- | ----------------- | ----- | --------------------------- | --------------------------- |
| Épisode 1 | 20 mai 1972       | 25:04 | 7,6                         | Bande NTSC convertie en PAL |
| Épisode 2 | 27 mai 1972       | 25:05 | 7,4                         | Bande NTSC convertie en PAL |
| Épisode 3 | 3 juin 1972       | 23:59 | 8,1                         | Bande NTSC convertie en PAL |
| Épisode 4 | 10 juin 1972      | 23:55 | 7,6                         | Bandes PAL couleurs         |
| Épisode 5 | 17 juin 1972      | 24:29 | 6,0                         | Bandes PAL couleurs         |
| Épisode 6 | 24 juin 1972      | 24:55 | 7,6                         | Bandes PAL couleurs         |
| Diffusé en six parties du 20 mai au 24 juin 1972, l'épisode fit un bon score d'audience dans la moyenne de la série. |                   |       |                             |                             |

Durant la période de repos entre la saison 9 et la saison 10, la publication du comic-book de Doctor Who continuera toutes les semaines dans le magazine "Tv Action + Countdown".

### Critiques
The Time Monster a reçu de nombreux commentaires différents selon les spectateurs de l'époque : certains dirent que la série « méritait du repos », d'autres étaient épatées par le côté fantastique de la série, enfin, d'autres trouvaient la série assez répétitive, l'un des téléspectateurs exprimant sa lassitude par un « Et bien sûr, le Maître s'en sort encore, sans doute pour qu'on le revoit dans de nouvelles confrontations ».  Même dans la communauté des fans celui-ci suscite le débat depuis les années 1980. Certains, comme Jeremy Bentham, estiment qu'il s'agit d'un "véritable exemple de ce qu'est Doctor Who à son meilleur"  d'autres comme Jonathan Burt trouve l'histoire terriblement mal écrite et Kronos totalement ridicule.
Paul Cornell, Martin Day, et Keith Topping seront très critique avec cet épisode en 1995 dans le livre "Doctor Who : The Discontinuity Guide", en le qualifiant "d'extrêmement vide et douloureux à la fois."
En 2010, Max Braxton de Radio Times trouve que l'épisode est partagé entre une absurdité "délicieuse" et "une stupidité outrageuse et galopante qui tombe très souvent à plat." Il dit bien aimer la réalisation d'Atlantis et la direction du Docteur et de Jo, mais note le trop grand nombre de décisions stupides et d'erreurs scénaristiques. Sur le site DVD Talk Stuart Galbraith notera l'épisode 2 sur 5 trouvant que l'épisode est totalement inconsistant et blâmant Kronos.La scène où le Docteur balance des objets ordinaires pour arrêter TOMTIT fut listé par le site SFX dans leur top des moments les plus stupides de Doctor Who.

### Épisode Perdu
Dans les années 1960 et 70 à des fins d'économie, la BBC détruisit de nombreux épisodes de Doctor Who. La BBC effacera les cassettes vidéo des enregistrements couleurs à 625 lignes de l'épisode. En 1983 des copies NTSC en couleurs à 525 lignes furent redécouvertes au Canada et redonnées à la BBC. En 1987, un enregistrement de 625 lignes noir et blanc de la partie 6 fut découvert à la BBC et fut recolorisée en se basant sur les copies NTSC, rendant un résultat bien supérieur aux copies en 525 lignes.

## Novélisation
L'épisode fut novélisé sous le titre The Time Monster par Terrance Dicks et publié en septembre 1985. Il porte le numéro 102 de la collection Doctor Who des éditions Target Book. Ce roman ne fut jamais traduit à l'étranger. Il fut aussi réédité en mars 1989 chez Star Classics Edition dans une édition double contenant cet épisode ainsi que "Doctor Who and The Dæmons." 

## Éditions VHS et DVD
L'épisode n'a jamais été édité en français, mais a connu plusieurs éditions au Royaume-Uni et aux États-Unis.
- L'épisode est sorti dans un coffret VHS "The Master" avec « Colony in Space » en 2001.
- Depuis le 5 août 2008 l'épisode est commercialisé sur ITunes.
- Le 18 janvier 2010, l'épisode en version restaurée eu droit à une sortie en DVD dans un coffret nommé "Myths and Legends" avec «Underworld» et « The Horns of Nimon. » L'épisode est disponible à la vente hors-coffret depuis le mois de juillet 2010. En bonus, celui-ci offre des commentaires audios par John Levene, Susan Penhaligon, Barry Letts, Marion McDougall, Graham Duff, Phil Ford, Joe Lidster, James Moran et Toby Hadoke ainsi que des documentaires sur la création de l'épisode et sur la restauration de l'épisode.